# Taslîm
Le Taslīm (تسليم) est la salutation qui termine la prière rituelle musulmane (la salât). On récite la formule "As-salamu alay-kum wa rahmatu-l-lah" ("Que la paix et la miséricorde de Dieu (Allah) soient sur vous", "السلام عليكم ورحمة الله"). En fonction de l'école juridique de la personne qui prie, on le récite une fois ou deux fois, en tournant, à chaque taslîm, la tête à droite puis à gauche. 
Taslîm est parfois donné en prénom, surtout à des garçons musulmans,.